# Вільфредо Пелаес
Вільфредо Пелаес (ісп. Wilfredo Peláez, 27 жовтня 1930 — 22 травня 2019) — уругвайський баскетболіст.
Бронзовий призер Олімпійських Ігор 1952 року.